# 蛇板

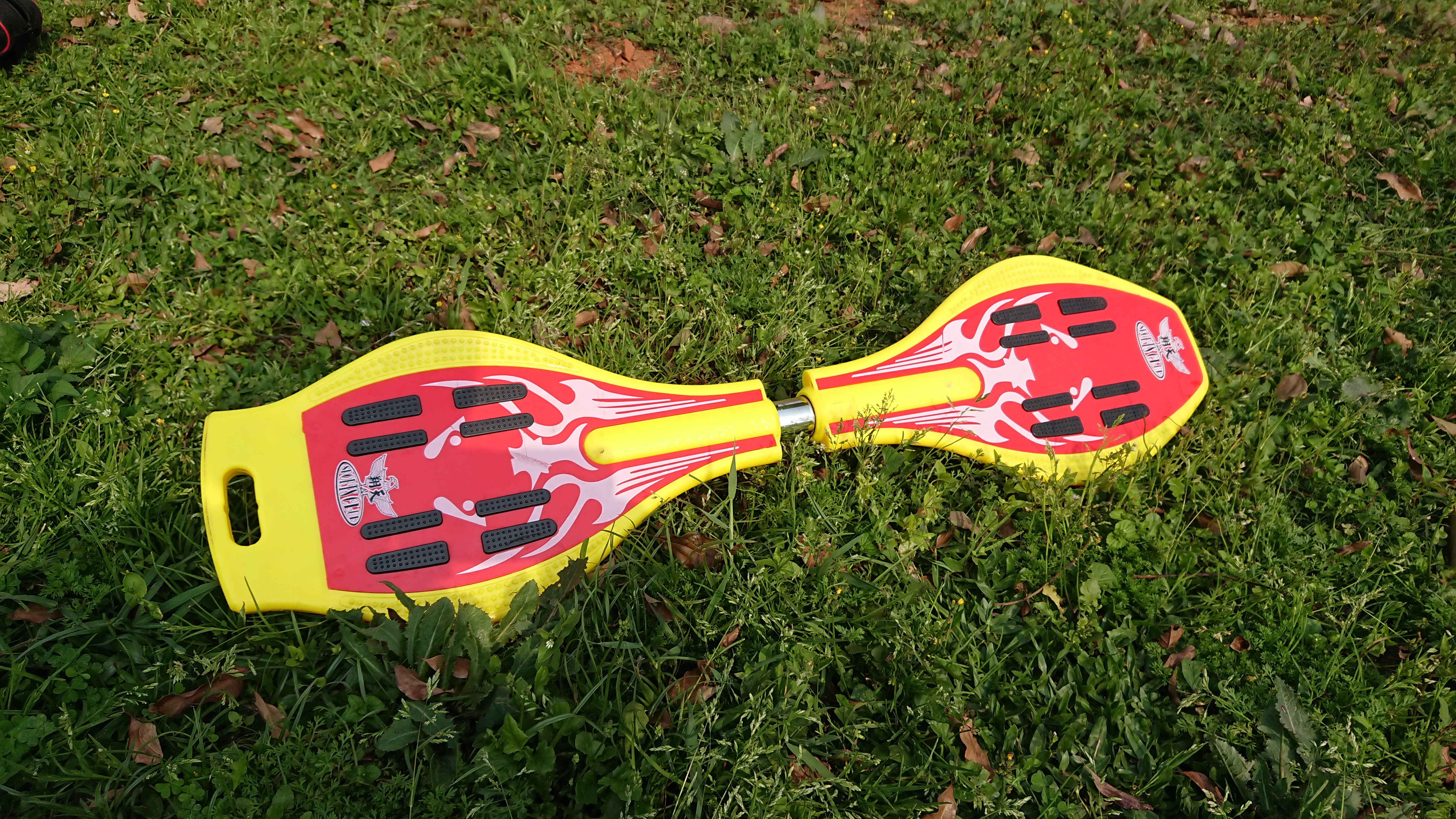
蛇板運動

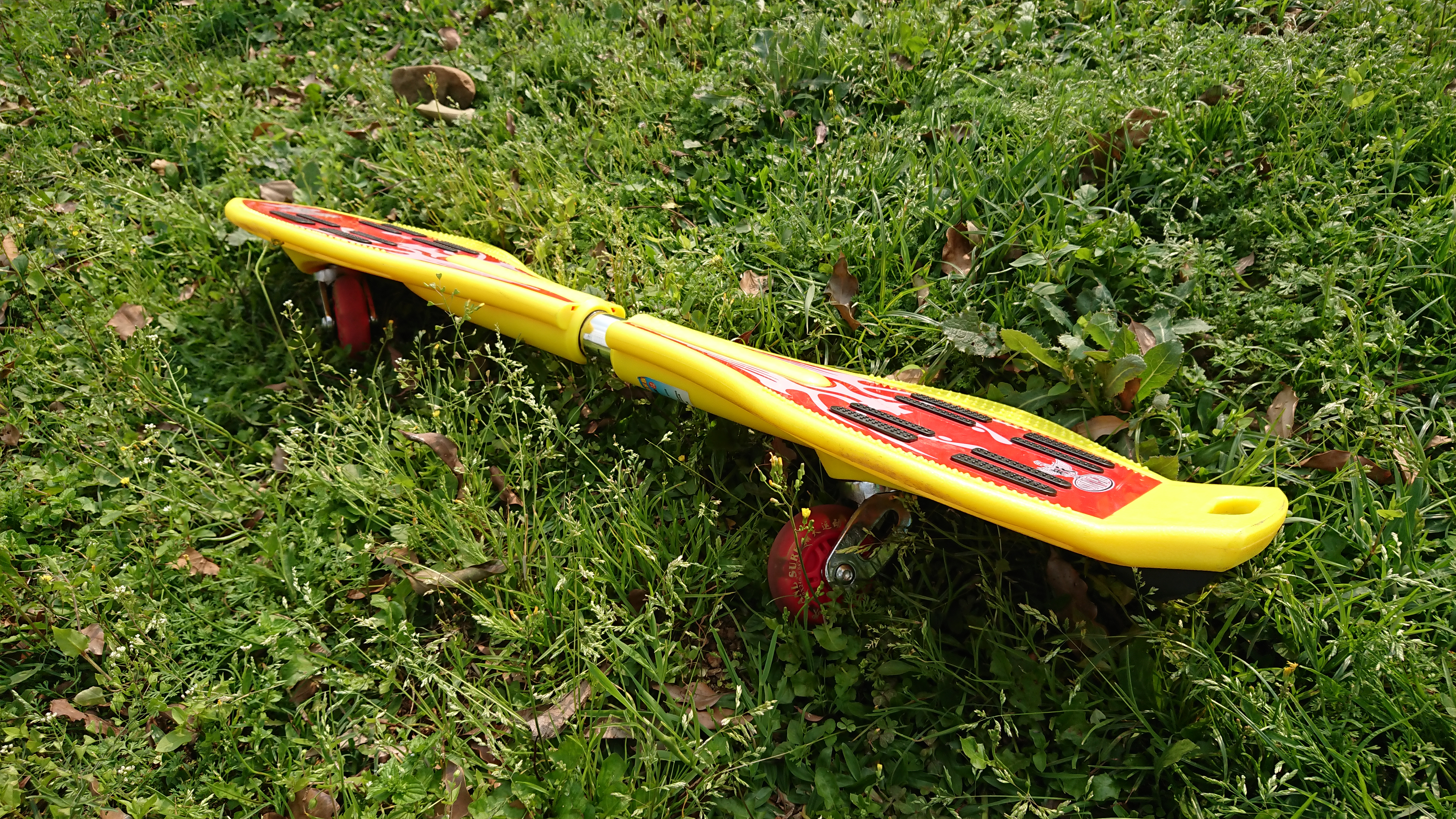
蛇板

蛇板運動 （英語：Snake Board），起源於美國，该运动依靠身體平衡来擺動前進，因身體擺動前進時像蛇前進扭曲的身體而得名
。

## 發展
第一個蛇板據說是在1989年由美國人詹姆士˙費舍爾（James Fisher）、奧利佛˙麥克羅德史密斯（Oliver Macleod Smith）及西蒙國王，在他們19歲時仿照滑雪衝浪滑板製作出來的
。
2008年，蛇板運動開始在美國流行，旋即引進臺灣，日本、韓國、香港、中國内地。1994年，第一屆世界錦標賽在英國格恩西島舉辦；臺灣是在1997年由代理商引進，先從臺中市開始推廣；當時由健野黃士俊先生擔任推廣大使，才讓蛇板漸漸普及於全臺灣；2011年由趙廉崴召集同好，進行委員會籌備工作，於2012年編組完成。

## 對象
根據研究與報導，六歲以下幼兒因骨骼發育還未完全不建議太過早學習，此運動適合兒童、
青少年、成人皆可。

## 外部連結
1. https://www.facebook.com/coachflower360 （页面存档备份，存于）

花教練蛇板教學選手村
1. ［http://www.st-sport.com/翔天運動世界］%5B%5D

蛇板運動基地 （页面存档备份，存于）
1. 極風直排輪體育發展中心 （页面存档备份，存于）
2. 東山國小百年弦歌　無限動力盃親子滑輪錦標賽 （页面存档备份，存于）今日新聞 陳雅芳[2018-01-22]
3. 一個以深耕輪板運動的安全與技術、並廣及於全民的團體 （页面存档备份，存于）中華民國輪板運動協會
4. 桃園市輪板運動協會
5. 飛司特直排輪蛇板團隊 （页面存档备份，存于）